# Cortillas
Cortillas (en aragonais Cortiellas) est un village de la province de Huesca, situé à proximité de Yebra de Basa, à 1 384 mètres d'altitude. Il comptait 178 habitants au milieu du XIXe siècle, étant alors un important centre d'élevage du Sobrepuerto, comme Escartín ; le village est aujourd'hui inhabité.